# Bebelno-Wieś
Bebelno-Wieś is een plaats in het Poolse district  Włoszczowski, woiwodschap Święty Krzyż. De plaats maakt deel uit van de gemeente Włoszczowa en telt 468 inwoners.